# Donji Kneginec
Donji Kneginec – wieś w Chorwacji, w żupanii varażdińskiej, w gminie Gornji Kneginec. W 2011 roku liczyła 743 mieszkańców.